# ハイパーテキスト

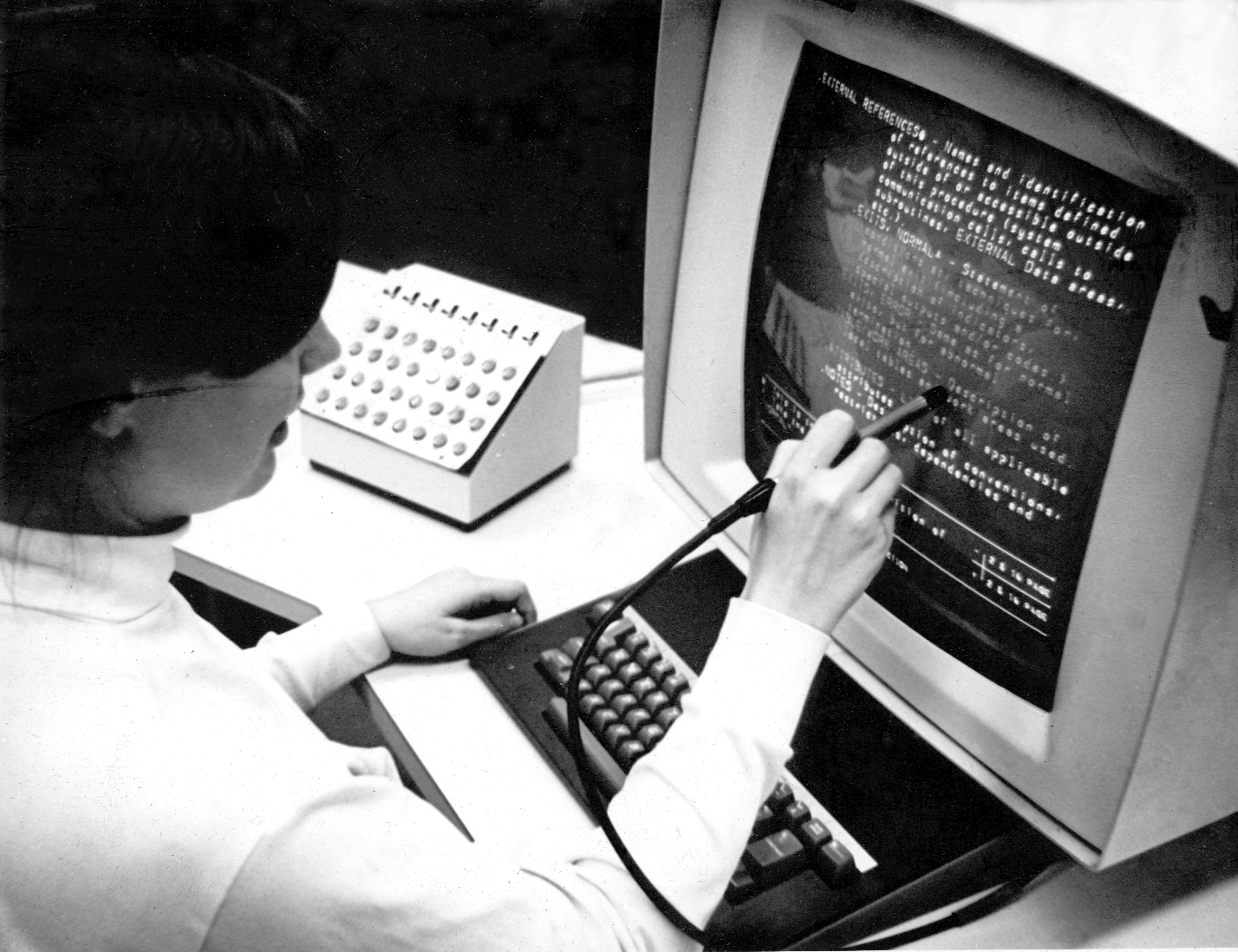
Hypertext Editing System (HES) IBM 2250 ディスプレイ・コンソール – ブラウン大学、1969年

ハイパーテキスト（英: hypertext）とは、他の文書へ容易に移動できる参照方法（ハイパーリンク）が組み込まれたテキストファイルである。

## 概要
複数のハイパーテキストは、それぞれが内包するハイパーリンクによって、相互に関連付けられ、結び付けられている。ハイパーリンクは文字などの形式で表示され、ユーザーはマウスクリック、ショートキー、画面タッチなどの操作でハイパーリンクを起動させ、その参照先のテキストへ飛ぶことができる。これにより、物理的な文書では実現できない、直線的でないダイナミックな表現が可能となる。「テキストを超える」という意味から"hyper-"（～を超えた） "text"（文書）と名付けられた。
ハイパーテキストによる文書は静的（前もって準備され格納されている）または動的に（ユーザの入力に応じて）生成される。よって、うまく作られたハイパーテキストシステムは、メニューやコマンドラインなどの、他のユーザインタフェースパラダイムの能力を包含しており、それらを置き換えることができる。クロスリファレンスを含む静的な文書群と、対話的なアプリケーションの両方を実現するのに使える。文書やアプリケーションはローカルでもインターネットのようなコンピュータネットワーク環境でも利用できる。
最も有名なハイパーテキストの実装はWorld Wide Webである。ハイパーテキストが提供する、情報の関連性を辿る手段により、大量の文献を逐一調べることなく目的の情報に到達する事ができるようになった。ウィキペディアもまた、ハイパーテキストによって執筆されている。
ハイパーテキストという語は広く使われているが、実際にはテキスト以上の形式（画像、テーブルなど）が含まれるため、ハイパーメディアと呼んだほうが適切な場合も多い。

## 歴史

### 前史
ハイパーテキストの前兆は、様々な種類のリファレンス（辞書や百科事典）で使われる単純なテクニックに見られる。用語に添えられた小さな文字でその用語についての（同じリファレンス内の）記事や項目を示すものである。用語の前に指差しの絵記号が ☞このように、または矢印が ➧このように 来ることもある。そのような手動のクロスリファレンスのほかにも、文書に注釈を組み込む様々な実験的手法があった。その最も有名な例はタルムードである。
ハイパーテキストの核心は、情報オーバーロード問題の扱いである。以下に述べる人物は皆、情報の中に人間性が埋もれてしまっているという認識を強く持っていた。意思決定者は誤った判断を繰り返し、科学者たちは研究を重複させることが、あまりにも多い。メンデルの研究の再発見がその例である。
20世紀の初め、先見の明のある2人の人物がクロスリファレンスの問題に挑み、労働集約的な力任せの方法に基づく提案をした。ポール・オトレは、すべての文書はインデックスカードに記録された固有の語句に分解できるはずだという "Monographic Principle" に基づく、ハイパーテキストの元ともいえるコンセプトを提案した。1930年代、H・G・ウェルズは書籍という線形な型には収まらない情報を蓄積する『世界の頭脳』の創設を提案した。しかしながら費用の理由から、どちらの提案も成功することはなかった。

### Memex
したがって、ハイパーテキストの真の歴史が始まったのは1945年ということになる。この年、ヴァネヴァー・ブッシュが The Atlantic Monthly誌に As We May Think（『人の思考のように』）という論文を書き、彼がMemexと呼んだ未来のデバイスについて述べた。Memexは機械式の机で、マイクロフィルムの拡張可能なアーカイブと接続されており、図書館から本や書き物などのどんな種類の文書でも表示することができ、さらにあるページから参照されているページへと参照を辿っていくことができる。彼の言う「全く新しい形の百科事典; Wholly new forms of encyclopedia」は今日のコンピュータ、インターネットを予見したものだといえる。
ほとんどの専門家はMemexを真のハイパーテキストシステムだとは考えていない。しかし、ハイパーテキストの歴史はMemexから始まった。なぜなら、As We May Think は一般にハイパーテキストの発明者と称される2人のアメリカ人に直接の影響と着想を与えたからである。それはテッド・ネルソンとダグラス・エンゲルバートである。

### 初期
ネルソンは「ハイパーテキスト」と「ハイパーメディア」という語を1965年に作り、ブラウン大学の アンドリーズ・ヴァン・ダム の指導の下で1968年にHypertext Editing Systemを開発した。
エンゲルバートは1962年にスタンフォード研究所でNLSシステムの開発を始めた。しかし、資金や人材、設備の確保の遅れのため、その核となる機能が完成したのは1968年のことだった。その年、エンゲルバートはハイパーテキストインタフェース（と初の実用的なGUI）のデモを公衆の前で初めておこなった。このデモはその革新性から「すべてのデモの母（The Mother of All Demos）」と呼ばれる。
NLSへの財政的支援が鈍った1974年以降、ハイパーテキスト研究の進歩はほとんど停止した。この期間、カーネギーメロン大学でZOGが人工知能の研究プロジェクトとしてアレン・ニューウェルの指導の下、開始した。プロジェクトの参加者たちがそれをハイパーテキストシステムであると気づいたのは、かなり後になってからであった。ZOGは1980年にCVN-70に配備され、後にナレッジマネジメントシステムとして商業化された。

### 様々なアプリケーション
1977年には初のハイパーメディアアプリケーションであるアスペン・ムービー・マップが登場した。
1980年代の初め、多くの実験的なハイパーテキストおよびハイパーメディアプログラムが現れ、それらの機能や概念の多くは後にウェブに取り込まれた。Guideはパーソナルコンピュータ用の初のハイパーテキストシステムであった。元々はUNIX向けに開発され、後にMS-DOSに移植された。
1987年8月、Apple Computerはボストンで催されたMacworld Conference & Expoで同社のMacintosh用に開発されたHyperCardを披露した。HyperCardはすぐにヒットし、ハイパーテキストの概念を公衆に広めるのに一役買った。またこの年には初めてのハイパーテキストに特化した学術会議がノースカロライナ州チャペルヒルで開催された。
その間、ネルソンは20年間以上に渡って彼のザナドゥシステムについて働き続け、それを擁護していた。HyperCardの商業的な成功を受け、オートデスク社は彼の革新的なアイデアに投資することを決断した。プロジェクトはオートデスク社で4年間続いたが、製品が発売されることはなかった。

### World Wide Web
1980年、ティム・バーナーズ＝リーはENQUIREを開発した。ENQUIREは初期のハイパーテキストデータベースシステムで、いくぶんかウィキに似たものだった。1980年代の終わり、当時CERNに所属していたバーナーズ＝リーは、世界中に分散する別々の大学や研究所で働いている研究者たちが自動的に情報を共有する、という要求に対してWorld Wide Webを開発した。
1993年の初め、イリノイ大学のNCSAがMosaicの最初のバージョンをリリースした。それ以前のウェブブラウザは、NeXTSTEP上でしか動作しないものと最小のユーザビリティしか持たないものの2つしかなかった。Mosaicは研究者たちの間で人気のあるX Window System上で動作し、ウィンドウベースの対話性を備えていた。Mosaicはハイパーリンクをテキストだけでなく画像からも張ることができ、Gopherなどの他のプロトコルも内蔵していた。ウェブトラフィックは爆発的に増加し、1993年には500のウェブサーバしか知られていなかったのが、PCとMacintosh用のブラウザがリリースされた後の1994年には10,000以上にまでなった。
World Wide Webはそれ以前のハイパーテキストシステムを霞ませるほどの成功を収めたが、それらのシステムが持っていた多くの機能を欠いている。例えば、型付きリンク、トランスクルージョン、ソーストラッキングなどである。

## 実装
前述したもの以外にも、取り上げる価値のあるハイパーテキスト実装がいくつかある。
- FRESSは、1970年代の、マルチユーザー対応のHypertext Editing System後継製品
- Information Presentation Facilityは、IBMのオペレーティングシステムのヘルプを表示するのに使われた。
- Intermediaは、1980年代半ばの、グループウェブオーサリングおよび共有システム
- Microsoft Wordは、ページからコンピュータドキュメントへと志向が変わっていった。
- アドビのPortable Document Formatにもリンク機能がある。
- Texinfoは、GNUのヘルプシステム
- FM TOWNSのTownsGEAR
- BTRONもハイパーテキストシステムを持つ。
- 各種ウィキ実装（MediaWikiなど）は多くのウェブブラウザに欠けている組み込みエディタを補っている。
- マイクロソフトのWinHelp、後にHTMLヘルプに置き換えられた。
- XLinkつきのXML

## 学術会議
ハイパーテキストに関する学術会議の有名なものとして、毎年開催されている "ACM Conference on Hypertext and Hypermedia" (HT 2006) がある。
また、ハイパーテキストに限ったものではないが、IW3C2がホストする一連のカンファレンスではハイパーテキストに関連する多くの発表がある。

## 参考資料
- Bolter, Jay David (2001). Writing Space: Computers, Hypertext, and the Remediation of Print. New Jersey: Lawrence Erlbaum Associates. ISBN 0-8058-2919-9
- Byers, T. J. (April 1987). “Built by association”. PC World 5:  244-251.
- Cicconi, Sergio (1999). “"Hypertextuality"”. Mediapolis. Ed. Sam Inkinen. Berlino & New York: De Gruyter.:  21-43.
- Crane, Gregory (1988). “Extending the boundaries of instruction and research”. T.H.E. Journal (Technological Horizons in Education) (Macintosh Special Issue):  51-54.
- Engelbart, Douglas C. (1962). Augmenting Human Intellect: A Conceptual Framework, AFOSR-3233 Summary Report, SRI Project No. 3579.
- Heim, Michael (1987). Electric Language: A Philosophical Study of Word Processing. New Haven: Yale University Press. ISBN 0-300-07746-7
- Landow, George (2006). Hypertext 3.0 Critical Theory and New Media in an Era of Globalization: Critical Theory and New Media in a Global Era (Parallax, Re-Visions of Culture and Society). Baltimore: The Johns Hopkins University Press. ISBN 0-8018-8257-5
- Yankelovich, Nicole; Landow, George P., and Cody, David (1987). “Creating hypermedia materials for English literature students”. SIGCUE Outlook 20 (3):  All.
- Nelson, Theodor H. (September 1965). “Complex information processing: a file structure for the complex, the changing and the indeterminate”. ACM/CSC-ER Proceedings of the 1965 20th national conference.{{cite conference}}:  CS1メンテナンス: year (カテゴリ)
- Nelson, Theodor H. (September 1970). “No More Teachers’ Dirty Looks”. Computer Decisions.
- Nelson, Theodor H. (1973). “A Conceptual framework for man-machine everything”. AFIPS Conference Proceedings VOL. 42. pp. M22 – M23.
- van Dam, Andries (July 1988). “Hypertext: '87 keynote address”. Communications of the ACM 31:  887-895.
- Rayward, W. Boyd (1994). “Visions of Xanadu: Paul Otlet (1868-1944) and Hypertext”. JASIS 45:  235-250.
- Rayward, W. Boyd (May 1995). “H.G. Wells’s Idea of a World Brain: A Critical Re-Assessment”. Journal of the American Society for Information Science 50:  557-579.